# Панське (роз'їзд)
Па́нське — залізничний роз'їзд Шевченківської дирекції Одеської залізниці на лінії Золотоноша I — Імені Тараса Шевченка між станціями Черкаси (12 км) та Благодатне (8 км). Розташований на Черкаській дамбі у Золотоніському районі Черкаської області. Поруч з роз'їздом пролягає автошлях національного значення Н16.

## Історія
Роз'їзд початково створений неподалік від села Панське, яке знаходилось за кілька кілометрів на схід від роз'їзду. За радянських часів село було перейменоване на Красне, і крім того, як і решта найближчих сіл у 1959—1960 роках, було затоплене водами Кременчуцького водосховища. Натомість на шляху залізничної колії було створено дамбу, і, відповідно, колія і роз'їзд Панське також на ній залишились.

Панське

## Пасажирське сполучення
На роз'їзді Панське зупиняються приміські дизель-поїзди, що курсують на дільниці Гребінка — Імені Тараса Швеченка.